# Pandolfo V Malatesta
Pandolfo V Malatesta (fl. XV secolo) è stato un condottiero italiano.

## Biografia
Figlio di Niccolò, nel 1394 ebbe l'investitura di Valdipondo.
Fu compagno d'armi di suo cugino Carlo, per il quale fu podestà di Rimini e luogotenente del governo, nel 1405.
Un anno dopo fu al servizio dei fiorentini e combatté contro Pisa. Stette per vari anni sotto le bandiere di Firenze.